# Дамиан Квад фон Ландскрон
Дамиан (Даем) Квад фон Ландскрон (на немски: Damian (Daem) Quad von Landskron; † 1602) от фамилията Квад фон Ландскрон е господар на Томбург, Мил и Еренберг. Имперският замък Ландскрон се намира при Бад Нойенар-Арвайлер в Северен Рейнланд-Пфалц.
Той е син на Дамиан (Херман) Квад фон Ландскрон, господар на Ландскрон, Томбург, Обервинтер, Рейндорф и Мил († 1531/1542) и съпругата му Катарина фон дер Лайен († сл. 1567), дъщеря на Бартоломаус фон дер Лайен, господар на Гондорф, Зафиг и Адендорф († 21 август 1539) и Катарина фон Палант († март 1554). Внук е на Йохан Квад фон Ландскрон, господар на Томбург, Мил, Обервинтер († 1542) и Катарина Шайфарт фон Мероде, наследничка на Бефорт (sl. 1537). Майка му Катарина фон дер Лайен се омъжва втори път на 17 февруари 1547 г. за Ханс фон Метерних-Фетелховен († 1562).
Брат е на Вилхелм фон Ландскрон, архдякон в Карден, Херман фон Ландскрон, байлиф на Заарбург, Ст. Вендел, Шауенбург, Пфалцел, Йохан, домхер в Трир, и на Катарина фон Ландскрон, омъжена за Карл фон Емерих цу Дирен. Полубрат е на Георг фон Метерних († в битка при Малта), Лотар фон Метерних (1551 - 1623), архиепископ и курфюрст на Трир (1599 – 1623), и Ханс/Йохан Дитрих фон Метерних (1553 – 1620/1625).
Фамилията Квад фон Ландскрон притежава замък Ландскрон от 1450 до 1622 г.

## Фамилия
Дамиан Квад фон Ландскрон се жени на 28 август 1561 г. за Елизабет фон и цу Елтц, наследничка на Еренберг и Драйборн († пр. 25 юли 1585), дъщеря на Фридрих фон и цу Елтц-Еренберг и Пирмонт († 24 декември 1560) и Маргарета фон Плетенберг († ок. 1583/1584). Те имат децата:
- Ермгард/Ирмгард Квад фон Ландскрон, омъжена на 16 декември 1609 г. за Фридрих Еберхард фон дер Шуерен († 6 декември 1632)
- Ханс Фридрих Квад фон Ландскрон († 12 декември 1621), господар на Ландскрон, Томбург, Мил, Кьонигсфелд, Еренберг и Бетендорф, байлиф на Прюм и Шьонекен, женен на 3 юли 1611 г. за Маргарета фон Овелакер, наследничка на Гримберг, Вишлинген, Вигерингхаузен и Гревел († сл. 7 юли 1637); имат дъщеря
- Катарина Квад фон Ландскрон († 1622), омъжена на 23 юни 1603 г. за Йохан Готфрид фон и цум Щайн цу Насау († 29 март 1630)
- Маргарета, омъжена за Филип Венц цу Нидерланщайн
- Анна, омъжена за Дитрих Лудвиг фон Боулих цу Бютгенбах

Дамиан Квад фон Ландскрон се жени втори път 25 юли 1585 г. за Катарина фон дер Шуерен († сл. 1606), г. за Катарина фон дер Шуерен († сл. 1606), омъжена преди това с Адолф Квад фон Викрат, господар на Кройцберг ин Ар. Бракът е бездетен.